# 분별 증류

리비히 냉각기를 이용한 분별 증류

분별 증류(分別蒸溜, 영어: Fractional distillation)는 끓는점이 다른 혼합물을 가열하여 끓는점이 낮은 것부터 높은 것을 유출하여 혼합물을 분리하는 과정을 가리킨다. 이는 특별한 종류의 증류이다. 원유를 분리하는 데에 주로 쓰인다. 이를테면 정유 공장에서 원유를 분별 증류하면 탄화수소들의 끓는점 차이에 따라 여러가지 성분으로 분리되어 나온다.

## 원유의 분별 증류
원유를 분별 증류하게 되면 석유 가스, 휘발유, 나프타, 등유, 경유, 윤활유, 중유, 찌꺼기 등의 순서로 증류

## 같이 보기
- 증류